# Liste der Kulturdenkmäler in Koblenz-Neuendorf
In der Liste der Kulturdenkmäler in Koblenz-Neuendorf sind alle Kulturdenkmäler im Stadtteil Koblenz-Neuendorf der rheinland-pfälzischen Stadt Koblenz aufgeführt. Grundlage ist die Denkmalliste des Landes Rheinland-Pfalz (Stand: 28. Juni 2023).

## Denkmalzonen
| Bezeichnung                                              | Lage                          | Baujahr | Beschreibung | Bild                           |
| -------------------------------------------------------- | ----------------------------- | ------- | --- | ------------------------------ |
| Denkmalzone Bahnbetriebswerk Güterbahnhof Koblenz-Lützel | Schönbornluster Straße 3 Lage | ab 1913 | Wagenhalle mit drei Gleisen, Werkstätten und Lagerräumen (Stahlskelettbau mit Backsteinausfachung), Abortgebäude, Kesselhaus und Holzlagerschuppen; Drehscheibe, Grube mit Wartungsgang, Drehscheibenbrücke und Maschinenhäuschen, ab 1913, Königliche Eisenbahndirektion Köln | weitere Bilder Fotos hochladen |

## Einzeldenkmäler
| Bezeichnung                       | Lage                                            | Baujahr                     | Beschreibung | Bild                           |
| --------------------------------- | ----------------------------------------------- | --------------------------- | --- | ------------------------------ |
| Villa                             | Am Ufer 1a Lage                                 | 1902                        | historisierende Backsteinvilla mit Walmdach, 1902; originale Einfriedung                                                                                         | weitere Bilder Fotos hochladen |
| Villa                             | Am Ufer 1b Lage                                 | 1905                        | historistische Villa, bezeichnet 1905 (linke Hälfte der Doppelvilla 1b/1c); originale Einfriedung                                                                | Fotos hochladen                |
| Villa                             | Am Ufer 1c Lage                                 | Anfang des 20. Jahrhunderts | historistische Villa, Anfang des 20. Jahrhunderts (rechte Hälfte der Doppelvilla 1b/1c)                                                                          | Fotos hochladen                |
| Villa                             | Am Ufer 1d Lage                                 | um 1910                     | Mansarddachvilla im Reformstil, teilweise Fachwerk, um 1910; originale Einfriedung                                                                               | Fotos hochladen                |
| Hofanlage                         | Am Ufer 2 Lage                                  | 18. Jahrhundert             | Hofreite; Fachwerkhaus, teilweise massiv, 18. Jahrhundert; ehemalige Fachwerkscheune                                                                             | weitere Bilder Fotos hochladen |
| Wohnhaus                          | Am Ufer 3 Lage                                  | 19. Jahrhundert             | Mansarddachbau mit Kniestock, teilweise Fachwerk, 19. Jahrhundert, im Kern eventuell älter                                                                       | Fotos hochladen                |
| Wohnhaus                          | Am Ufer 4 Lage                                  | 18. Jahrhundert             | Bruchsteinbau, teilweise Fachwerk, 18. Jahrhundert, zweiachsige Erweiterung mit Mansarddach jünger                                                               | weitere Bilder Fotos hochladen |
| Wohnhaus                          | Am Ufer 11 Lage                                 | 1732                        | traufständiges, zweigeschossiges Massivhaus mit sehr hohem Mansardwalmdach, ehemalig bezeichnet 1732                                                             | weitere Bilder Fotos hochladen |
| Hofanlage                         | Am Ufer Nr. 15a Lage                            |                             | Fachwerkhaus, 18. Jahrhundert, markantes Zwerchhaus, bauzeitliche Binnenstrukturen; zugehörig: Hinterhaus, 18. Jahrhundert mit Außentreppe, Hof- und Gartenmauer | Fotos hochladen                |
| Floßherrenhaus                    | Am Ufer 17 Lage                                 | 1679–81                     | stattliches Wohnhaus, Putzbau, 17. Jahrhundert | weitere Bilder Fotos hochladen |
| Deutschherrenhof                  | Am Ufer 18 Lage                                 | 1700                        | dreigeschossiger Bau mit Fachwerkobergeschoss, bezeichnet 1700                                                                                                   | Fotos hochladen                |
| Wegekreuz                         | Brenderweg, an Nr. 216 Lage                     | 1722                        | Wegekreuz, Nischentyp, Basalt, bezeichnet 1722 | Fotos hochladen                |
| Relieftafel                       | Handwerkerstraße, an Nr. 1 Lage                 | 1786                        | Relieftafel mit Wappen, bezeichnet 1786 | Fotos hochladen                |
| Willi-Graf-Schule                 | Handwerkerstraße 14/16 Lage                     | 1895/96                     | dreigeschossiger Backsteinbau, 1895/96 | Fotos hochladen                |
| Wegekreuz                         | Handwerkerstraße, an Nr. 40 Lage                | 1741                        | Wegekreuz, Basalt, Nischentyp, bezeichnet 1741 | Fotos hochladen                |
| Katholische Pfarrkirche St. Peter | Hochstraße Lage                                 | 1724                        | Saalbau, 1724, neubarocke Erweiterung, 1912–15, Architekten Huch & Grefges, Koblenz; am Chor Kriegerdenkmal 1914/18, Erzengel Michael und Drache, 1924           | weitere Bilder Fotos hochladen |
| Wegekreuz                         | Hochstraße, bei Nr. 28 Lage                     | 1726                        | Wegekreuz, Basalt, bezeichnet 1726 | Fotos hochladen                |
| Scheune                           | Hochstraße 106 Lage                             | 18. oder 19. Jahrhundert    | Fachwerkscheune, Krüppelwalmdach, 18. oder 19. Jahrhundert | Fotos hochladen                |
| Wohnhaus                          | Müllersgasse 3 Lage                             | 17. Jahrhundert             | Wohnhaus, teilweise Zierfachwerk, wohl aus dem 17. Jahrhundert                                                                                                   | Fotos hochladen                |
| Pfarrhaus                         | Pfarrgasse 5 Lage                               | 1900                        | Pfarramt und ehemaliges Pfarrhaus; L-förmiger Backsteinbau mit neugotischen Motiven, bezeichnet 1900                                                             | Fotos hochladen                |
| Wohnhaus                          | Sabelsgasse 8 Lage                              | um 1700                     | Wohnhaus, Zierfachwerk wohl vom Ende des 17. oder Anfang des 18. Jahrhunderts, massives Erdgeschoss aus dem 19. Jahrhundert                                      | Fotos hochladen                |
| Wohnhaus                          | Schmitzgasse 5 Lage                             | 17. Jahrhundert             | bescheidenes Fachwerkhaus, teilweise massiv, 17. Jahrhundert | Fotos hochladen                |
| Grabkreuze                        | Wallersheimer Weg/Nauweg, auf dem Friedhof Lage | 16. bis 18. Jahrhundert     | 30 kleine Basaltlava-Grabkreuze, 16. bis 18. Jahrhundert vom alten Neuendorfer Kirchhof                                                                          | BW                             |